# Nisse Nilsson
Nisse Nilsson (8. března 1936, Forshaga, Švédsko - 24. června 2017) byl švédský lední hokejista.

## Hráčská kariéra

### Klubová kariéra
Hrával ve švédské lize za týmy IK Göta, Forshaga IF a Leksands IF. S Leksandem získal v roce 1969 švédský hokejový titul. Po této sezóně ukončil aktivní hokejovou kariéru.

### Reprezentační kariéra
Byl dlouholetým reprezentantem Švédska. Účastnil se třech zimních olympijských her, v Innsbrucku 1964 pomohl vybojovat stříbrnou medaili. Mimo olympiádu hrál na šesti turnajích mistrovství světa s bilancí dvou zlatých, dvou stříbrných a dvou bronzových medailí. Celkem za Švédsko odehrál 206 utkání, v nichž vstřelil 161 branek.

## Úspěchy a ocenění
- nejlepší střelec švédské ligy 1959/1960 a 1960/1961
- nejlepší útočník MS 1960
- nejproduktivnější hráč a člen All-star týmu 1962
- Zlatý puk pro nejlepšího švédského hokejistu roku - 1966
- člen Hokejové síně slávy od roku 2002